# Klaus-Dieter Maubach
Klaus-Dieter Maubach (* 8. Mai 1962 in Schwelm) ist ein deutscher Wirtschaftsmanager. Von März 2021 bis Februar 2023 war er Vorstandsvorsitzender von Uniper.

## Leben
Maubach studierte Elektrotechnik an der Universität Wuppertal und wurde 1994 zum Dr.-Ing. promoviert. 2002 wurde er Lehrbeauftragter an der Technischen Universität Clausthal.
Erste Führungsverantwortung erlangte er 1995 bei der Energieversorgung Offenbach AG, wo er als Abteilungsleiter die technische Stromnetzplanung verantwortete. Anschließend wurde er 1998 Geschäftsführer beim Elektrizitätswerk Wesertal. Dieses wurde 1999 von Fortum übernommen und er blieb auch unter dem neuen Eigentümer Geschäftsführer. Es folgten Stationen als Vorstandsmitglied der E.ON Avacon AG (2001), E.ON Energie AG (2006) und E.ON SE (2010), bevor er 2015 Vorstandsvorsitzender der Encavis AG wurde. Seit 2013 hat er ein eigenes Beratungsunternehmen namens maubach.icp. 2015 und 2016 wurde er Vorstandsvorsitzender von Capital Stage in Hamburg.
Von 2017 bis 2021 war Maubach Mitglied im Aufsichtsrat des finnischen Konzerns Fortum.
2019 wechselte er zum Energiekonzern Uniper, wo er 2020 Aufsichtsratschef und im März 2021 Vorstandschef wurde. Kurz nach der staatlichen Übernahme des Unternehmens kündigte er Anfang 2023 seinen Rücktritt an und verließ Uniper Ende Februar.
Gemeinsam mit seiner Ehefrau Andrea errichtete Maubach 2009 eine Stiftung, die ihren Schwerpunkt auf die Förderung von Hospiz- und Trauerarbeit legt sowie ein Projekt des Zentrums für Kinder- und Jugendmedizin der Universitätsklinik Essen unterstützt.
Er ist Honorarprofessor an der Technische Universität Clausthal in Clausthal-Zellerfeld.

## Publikationen
- Strom 4.0. Innovationen für die deutsche Stromwende. Wiesbaden 2015. ISBN 978-3-658-08612-1.
- Energiewende: Wege zu einer bezahlbaren Energieversorgung. Springer, Wiesbaden, 2013. ISBN 978-3-658-03357-6.